# Drechterland
Drechterland  est une commune néerlandaise dans la province de la Hollande-Septentrionale, dans la région de Frise-Occidentale.
La commune est constituée des villes, villages et/ou districts de Hem, Hoogkarspel, Oosterblokker, Oosterleek, Schellinkhout, Venhuizen, Westwoud, Wijdenes.